# Kerryann Ifill
Kerryann Ifill (ur. 20 grudnia 1973 na Barbadosie) – barbadoska polityczka. Członkini Senatu Barbadosu i jego przewodnicząca w latach 2008–2018.

## Życiorys
Ifill urodziła się 20 grudnia 1973 roku na terenie wyspy Barbados. W wieku czterech lat straciła wzrok z powodu zaćmy, w wyniku czego musiała opuścić szkołę. Edukację rozpoczęła ponownie w wieku sześciu lat w szkole dla niewidomych.

### Edukacja i kariera zawodowa
Ukończyła Combermere School jako pierwsza osoba niewidoma. W 1999 roku ukończyła z wyróżnieniem studia z socjologii z psychologią na University of the West Indies na kampusie Cave Hill, również jako pierwsza osoba. Zdobyła dyplom Master of Business Administration na Durham University.
W lipcu 2008 roku została wybraną Absolwentką Miesiąca przez swoją almę mater.

### Działalność polityczna
W lutym 2008 roku premier Barbadosu David Thompson mianował ją na członkinię Senatu Barbadosu. Krótko po objęciu stanowiska została wybrana na wiceprzewodniczącą izby.
19 marca 2012 roku premier Freundel Stuart mianował ją przewodniczącą Senatu. Ifill stała się najmłodszą osobą, pierwszą kobietą i pierwszą osobą z niepełnosprawnością na tym stanowisku. Po wyborach parlamentarnych na Barbadosie w 2013 roku ponownie została mianowana przewodniczącą senatu.

### Pozostała działalność
Od sierpnia 2011 jest prezeską Barbados Council for the Disabled, organizacji walczącej o większą pomoc publiczną dla osób z niepełnosprawnościami. Wcześniej była badaczką w tej organizacji. Od 2013 przewodniczy organizacji Caribbean Council for the Blind.
Jest laureatką nagrody Anthony N Sabga Caribbean Awards for Excellence. Jest damą Order of Freedom of Barbados.